# Albert Carré
Pour les personnes ayant le même patronyme, voir Carré (homonymie).
Albert Carré est un comédien, metteur en scène, dramaturge, librettiste et directeur de théâtre français né le 22 juin 1852 à Strasbourg et mort le 11 décembre 1938 à Neuilly-sur-Seine,,.
Neveu du dramaturge et librettiste Michel Carré (1821-1872), il était marié à la cantatrice Marguerite Carré née Giraud (1880-1947), cousine germaine de Paul Vaillant-Couturier.

## Biographie

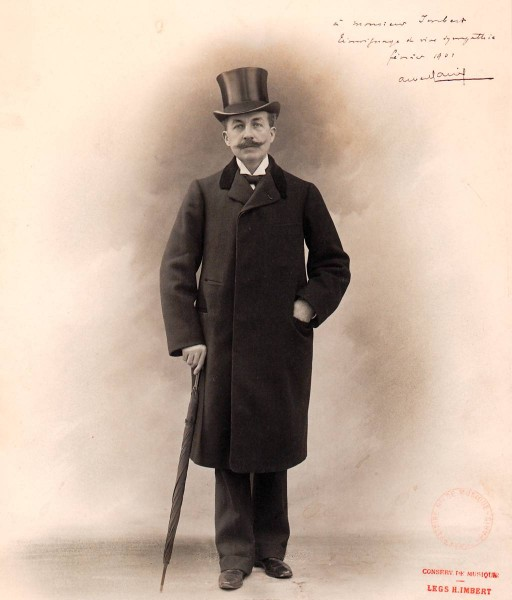
Albert Carré en 1900
photographie de Georges Villa.

Hugues Michel Albert Carré est le fils d'un négociant de Strasbourg, Henri-Simon-Marie Carré et d'Émilie Hepp. Il est élevé dans une fratrie de cinq enfants. Il quitte l'Alsace en 1870 avant qu'elle ne passe sous domination allemande et débute comme comédien sur plusieurs scènes parisiennes avant de se tourner vers l'écriture.
Nommé chevalier de la Légion d'honneur en 1892 (les insignes lui sont remis par Alexandre Dumas), il est directeur artistique du Cercle d'Aix-les-Bains pour la saison d'été avant d'assurer la gestion du théâtre du Vaudeville de 1885 à 1898, puis du théâtre du Gymnase avec Paul Porel de 1894 à 1898.
Le guide Paris-Parisien, qui le considère en 1899 comme une « notoriété de la vie parisienne », lui trouve un « goût artistique très distingué ».
Albert Carré prend la direction en 1898 de l'Opéra-Comique dont il inaugure la nouvelle salle, place Boieldieu. Il y crée entre autres Pelléas et Mélisande, un opéra de Debussy qui fit scandale par sa nouveauté de style. Les insignes d'officier de la Légion d'honneur lui sont remis en 1901 par Victorien Sardou. En 1906, il crée la version française de Madame Butterfly de Puccini qui malgré les insuffisances du plateau constituera un des plus grands succès de l'Opéra-Comique.
Nommé le 1er janvier 1914 administrateur de la Comédie-Française, il quitte son poste le 30 novembre 1915 pour entrer au Service général d'Alsace-Lorraine (Deuxième Bureau). Responsable des Alsaciens qui s'engagent dans l'armée française, il termine la guerre avec le grade de lieutenant-colonel.
Élevé à la dignité de commandeur de la Légion d'honneur, il remplace Pierre-Barthélemy Gheusi auprès des frères Isola à l'Opéra-Comique, poste qu'il occupera jusqu'en 1925.

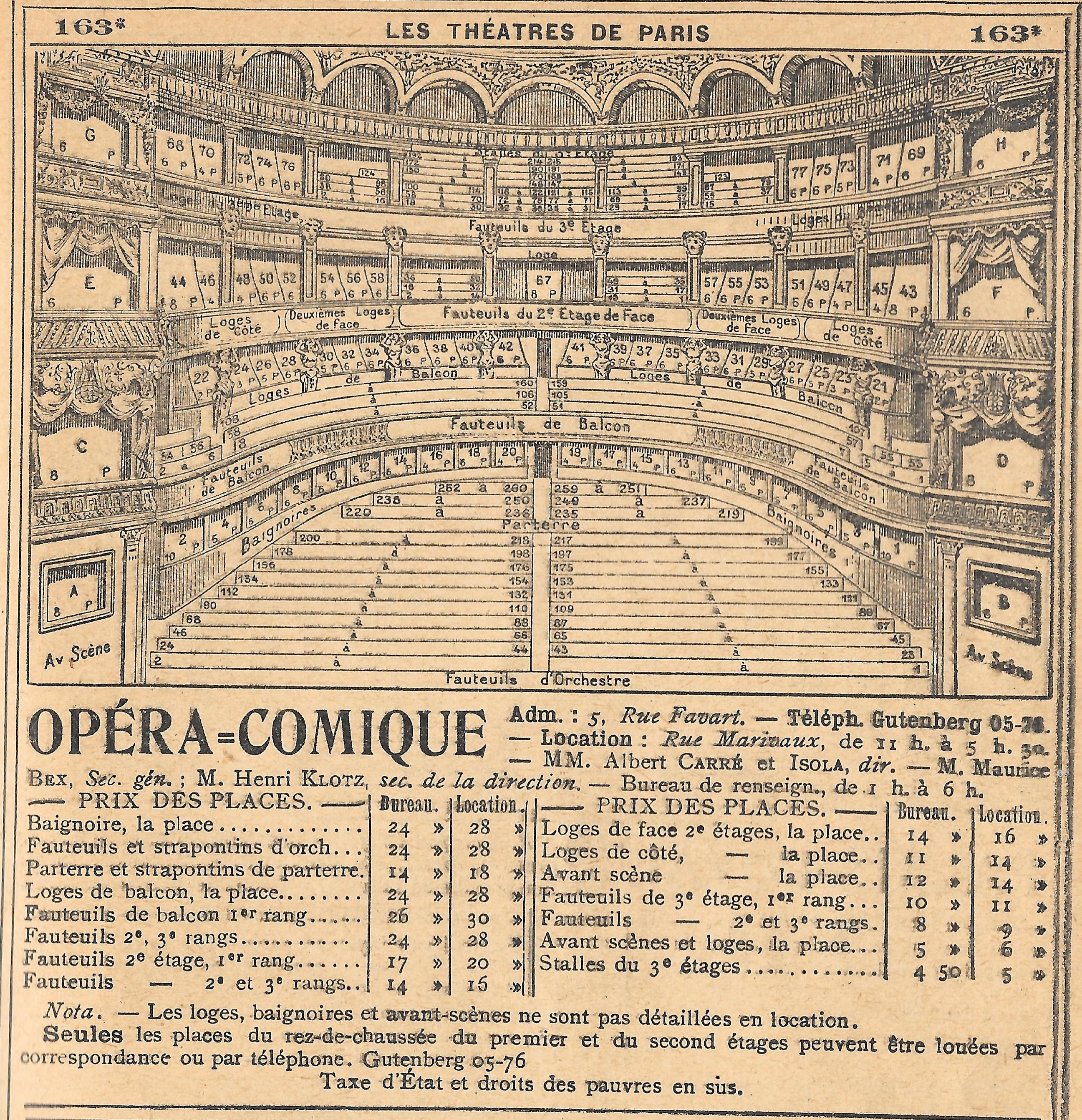
L'Opéra-Comique Plan, prix des places et administration en 1925: MM. Albert Carré et Isola, dir.

En juin 1919, il fonde, avec entre autres Jacques Rouché, Alphonse Franck, Paul Gavault et Gustave Quinson, la Société amicale des directeurs de théâtre dont il est nommé président d'honneur.

### Vie privée
Albert Carré s'est marié quatre fois. Il épouse tout d'abord Jeanne-Victorine-Blanche Bergeret-Jannet le 21 juillet 1876 à Paris en présence de Raymond Deslandes, directeur du Vaudeville, Hippolyte Cogniard et Alfred Delacour.
Divorcé le 21 janvier 1890, il épouse en secondes noces le 8 avril 1895 Madeleine-Marie-Amélie Valadier, artiste dramatique. Le compositeur André Messager et le dramaturge Fabrice Carré sont parmi les témoins.
Il divorce à nouveau le 16 janvier 1902 pour épouser le 30 octobre suivant la cantatrice Marguerite-Caroline Giraud. Les témoins sont Jules Massenet, Gustave Larroumet, Alexandre Bisson et Paul Ferrier. Le couple divorce le 1er mars 1926 pour se remarier le 21 octobre 1929 à Paris 9e avec pour témoin son cousin germain Michel Carré.
Il est inhumé au cimetière du Père-Lachaise (89e division).

## Œuvres

### Théâtre
En tant que librettiste :
- 1888 : Le Docteur Jojo, théâtre de Cluny (16 mars
- 1890 : La Basoche, opéra-comique en 3 actes, musique d'André Messager, Opéra-Comique (29 mai
- 1893 : Le Veglione ou le Bal masqué avec Alexandre Bisson, théâtre du Palais-Royal (8 février
- 1897 : La Montagne enchantée, pièce fantastique en 5 actes et 12 tableaux d'Émile Moreau et Albert Carré, musique d'André Messager et Xavier Leroux, théâtre de la Porte-Saint-Martin (12 avril
- 1923 : Faust en ménage, fantaisie lyrique en un acte, musique de Claude Terrasse, théâtre de la Potinière
- 1928 : Le Roi malgré lui, opéra-comique en 3 actes, livret d'après Émile de Najac et Paul Burani (nouvelle version), musique d'Emmanuel Chabrier, Opéra-Comique

### Écrits
- Les Théâtres en Allemagne et en Autriche, 1889
- La Patrie, nouvelle sur la guerre de 1870, publiée vers 1905, avec deux illustrations hors texte de Frédéric Régamey
- Les Engagés volontaires alsaciens-lorrains pendant la guerre, Flammarion, 1923
- Souvenirs de théâtre, Plon, 1950